# روبوتات النانو
روبوتات النانو Nanorobotics هي تكنولوجيا لصنع الآلات أو الروبوتات أو ما شابه وبمقياس نانومتري(10-9 متر).
وبشكل أكثر تحديدا، روبوتات النانو تشير إلى حد كبير إلى تقنية لا تزال افتراضية لهندسة النانو في تصميم وبناء روبوتات النانو والأجهزة التي تتراوح في حجمها من 0.1-10 ميكرومتر وتشيد من المكونات الجزيئية أو الجزيئة نفسها كالدنا.إلا أنها لا تزال فكرة افتراضية.
إن مصطلحات إنجليزية مثل النانو بوت nanobots أو النانويد nanoids أو النانايت nanites أو أجهزة النانو nanomachines أو النانو مايت nanomites أصبحت متداولة أيضا لوصف هذه الأجهزة حاليا تحت قيد البحث والتطوير.
إن أجهزة النانو لا زالت إلى حد كبير في مرحلة البحث والتطوير. إلا أن بعض الأجهزة الجزيئية البسيطة قد خضعت للاختبار. مثال على ذلك حساس بمفتاح تحكم يقدمه بمسافة 1.5 نانو متر تقريبا، قادر على فرز جزيئات محددة في عينة كيميائية. إن أولى الاستخدامات الفعالة للآلات النانو يبدو أنها ستكون في التقنية الطبية، والتي يمكن أن تستخدم لتحديد أو إتلاف الخلايا السرطانية.
تطبيق آخر محتمل هو الكشف عن المواد الكيميائية السامة وقياس كثافتها في البيئة. وقد أظهرت جامعة رايس مؤخرا نانو كار أو السيارة النانو سيارة النانو - (جزيء أحادي السيارة) مطور بواسطة عملية كيميائية تتضمن كرات الباكي بوكمينستر فوليرين كعجلات. وتُشغّل عن طريق التحكم في درجة حرارة البيئة المحيطة وبواسطة توجيه رأس مجهر مسح نفقي.
وبتعبير آخر فروبوت النانو هو الروبوت أو الأداة التي تسمح بالتفاعلات مع الكائنات الدقيقة النانومترية القياس، أو يمكنها التعامل مع الجزيئات النانومترية القياس.
وبعد هذا التعريف يمكن حتى اعتبار جهاز كبير مثل مجهر القوة الذرية كربوت نانوي عندما يقوم بعمليات على مستوى النانومتر. وبصورة عامة يمنك اعتبار أي روبوت يتحم بالنانومتر كروبت نانو.
وبصورة عامة تعد هذه التقنية إلى حد كبير في مرحلة البحث والتطوير ولكن تم اختبار بعض الآلات البدائية الجزيئية.
ومثال على ذلك جهاز استشعار وجود بمقياس يقرب من 1.5 نانومتر، وهو قادر على فرز جزيئات محددة في عينة الكيميائية.
ومن أحد ألتطبيقات المفيدة من هذه التقنية، إذا كان من الممكن بناؤها، استخدامها في التكنولوجيا الطبية، والتي قد تستخدم لتحديد وتدمير الخلايا السرطانية.
تطبيق آخر محتمل هو الكشف عن المواد الكيميائية السامة، وقياس تركيزها، في البيئة.
ومؤخرا، كشفت جامعة رايس سيارة الجزيء المفرد المتقدمة من خلال عملية كيميائية واستخدمت في ذلك كرة بوكي للعجلات.
يتم دفعتها أو تحريكها عن طريق التحكم في درجة الحرارة المحيطة وبواسطة طرف مجس مجهر مسح نفقي.

## نظرية روبوتات النانو
يتمسك بعض أنصار روبوتات النانو، كرد على سيناريوهات غراي غو المخيفة بأنهم ساعدوا مبكرا للترويج، باعتبار أن روبوتات النانو قادرة على الاستنساخ خارج بيئة المصنع المقيدة والتي لا تشكل جزءاً ضروريا من تكنولوجيا النانو المنتجة المزعومة، وبأن عملية الاستنساخ الذاتي، إن كانت سوف تتطور، فيمكن جعلها آمنة بطبيعتها.
إن أكثر مناقشة تفصيلية نظرية لروبوتات النانو، بما في ذلك مسائل معينة متعلقة بالتصميم مثل الاستشعار عن بعد، وقوة الاتصالات، والملاحة، والمعالجة، والتنقل، والتحسيب على اللوحة، تم تقديمها في المحتوى الطبي لـطب النانو بواسطة روبرت فريتس Robert Freitas. إلا أن بعض هذه المناقشات لا تزال في مستوى العموميات ولا تقترب من مستوى الهندسة التفصيلية.

## الرقاقة الحيوية
إن الاستعمال المشترك لـ الإلكترونيات النانوية والطباعة بصفائح معدة فوتوغرافيا طباعة ضوئية والمواد البيولوجية الحديثة تقدم منهجية محتملة لتصنيع روبوتات النانو للتطبيقات الطبية، مثل الأجهزة الجراحية وأجهزة تشخيص وتوصيل الدواء. إن هذه الطريقة للتصنيع في قياسات الإلكترونيات النانوية يستعمل حاليا في صناعة الإلكترونيات. إذن، روبوتات النانو العملية يفترض أن تكون متكاملة كأجهزة الإلكترونيات النانوية، والتي سوف تسمح بالعمليات عن بعد وبإمكانيات متقدمة للمعدات الطبية.

### روبوتات الحمض النووي Nubots
روبوتات الحمض النووي، بالإنجليزية: النوبوت Nubots، وهو مصطلح مختصر لـ«روبوتات الحمض النووي nucleic acid robots». وهي عبارة عن روبوتات اصطناعية ذات قياسات نانوية. وقد ضمّن ممثلو روبوتات الحمض النووي عدة أجهزة سيّارة مكونة من الحامض النووي والمقدمة من قبل مجموعة نادريان سيمن Nadrian Seeman's group بجامعة نيويورك، مجموعة نايلز بيرسNiles Pierce's group في معهد كاليفورنا للتكنولوجيا Caltech، ومجموعة جون ريفJohn Reif's group في جامعة ديوك Duke University، ومجموعة تشنغده ماو Chengde Mao's group في بوردو Purdue، وأخيرا مجموعة آندرو تربرفيلد Andrew Turberfield بجامعة أكسفورد.

### مجمع النانو الموقعي
تعاونية مصنع النانو  التي أسسها روبرت فريتاس ورالف ميركل في عام 2000 بمشاركة 23 باحثا من 10 منظمات و4 بلدان، تركز على تطوير أجندة العملية البحثية، تستهدف على وجه التحديد تطوير أجندة بحثية عملية تهدف خصوصا للتركيب الكيميائي للماسة التي يمكن التحكم بموقعها وتطوير مصنع النانو الماسي.

### الأساس البكتيري
إن هذا المنهج يفترض اسعمال الكائنات الدقيقة البيولوجية، مثل بكتيريا «الإشريكية القولونية».
بالتالي النموذج يستخدم السوط لأغراض الدفع. وتطبق عادة استخدام الحقول الكهرومغناطيسية للسيطرة على حركة من هذا النوع من الأجهزة المتكاملة البيولوجية، ولكنها محدودة التطبيقات.

## التكنولوجيا المفتوحة
قُدمت وثيقة مع اقتراح بشأن التنمية في مجال تقنية النانو الحيوية باستخدام منهج التكنولوجيا المفتوحة يخاطب الجمعية العامة للأمم المتحدة. ووفقا للوثيقة التي تم إرسالها إلى الأمم المتحدة وبنفس الطريقة التي تسارع فيها المصدر المفتوح في تطويرنظم الحاسب، فإن نهجا مماثلا يجب أن يفيد المجتمع في تسارع تنمية روبوتات النانو الهائل. إن استخدام علم الأحياء النووي يجب أن يُنشأ كتراث إنساني للأجيال القادمة، وأن يطور كتكنولوجيا مفتوحة قائمة على أساس أخلاقي الممارسة من أجل أغراض السلام. إن منهجية التكولوجيا المفتوحة جاءت كمفتاح أساسي لهدف من هذا القبيل.

### سباق روبوتات النانو
بنفس الطريقة التي تبنت فيها التقنية المتطورة سباق الفضاء وسباق التسلح النووي، يحدث أيضا سباق روبوتات النانو. إن هناك الكثير من الأساس المشترك الذي يسمح لروبوتات النانو أن تكون ضمن التكنولوجيات الناشئة. وبعض أسبابها هي أن الشركات الكبيرة، مثل جنرال إلكتريك جنرال إلكتريك، وهوليت-باكارد هوليت-باكارد نورثروب غرومان نورثروب غرومان كانوا يعملون في الآونة الأخيرة في البحث والتطوير لروبوتات النانو.;
إن الجراحين أيضا مشاركون في البدء باقتراح سبل لتطبيق روبوتات النانو في الإجراءات الطبية المشتركة.; كما أن الجامعات ومعاهد البحوث منحت الأموال من جانب الوكالات الحكومية والتي تجاوزت ملياري دولار من أجل تطوير الأجهزة النانوية للطب.; والمصرفيون أيضا يستثمرون باستراتيجية لهدف الحصول مسبقا على الحقوق والرسوم لتسويق الروبوتات في المستقبل. وإن بعض جوانب روبوتات النانو ارتبطت بدعاوى ذات صلة بالاحتكار. وقد تم منح عدد كبير من براءات الاختراع مؤخرا على روبوتات النانو، وقد نفذت غالبا لوكلاء البراءات، والشركات المتخصصة على بناء محفظة براءات الاختراع، والمحامين. بعد سلسلة طويلة من براءات الاختراع والتقاضي في نهاية المطاف. انظر كمثال لاختراع الراديو أو عن حرب التيارات، إن مجالات التكنولوجيا الناشئة تميل إلى أن تصبح احتكاراً، والتي عادة ما تهيمن من قبل الشركات الكبيرة.

## التطبيقات الممكنة

### طب النانو
من ضمن التطبيقات المحتملة لروبوتات النانو في الطب هو التشخيص المبكر وتوصيل الدواء المستهدف لمرض السرطان، وأجهزة الطب الحيوي، الجراحة،  الحركيات الدوائية، 
رصد السكري،  والرعاية الصحية.
يتوقع لمستقبل طب النانو في الخطط القادمة أن يوظف روبوتات النانو لحقن جسم المريض ليقوم بأداء العمل على المستوى الخلوي. وينبغي لمثل هذه الأجهزة المعدة للاستخدام الطبي أن تكون غير قابلة للاستنساخ الذي من شأنه أن يزيد تعقيد الجهاز دون داع، والحد من موثوقيته وبالتالي تعارضه مع الرسالة الطبية.
وينبغي أن مثل هذه الأجهزة المعدة للاستخدام في الطب غير قابلة للتكرار، والتكرار من شأنه أن يزيد تعقيد الجهاز دون داع، والحد من الموثوقية، وتتداخل مع البعثة الطبية.

## وصلات خارجية
- Molecular Robotics Overview نسخة محفوظة 17 سبتمبر 2004 على موقع واي باك مشين.
- Nanorobotics - Info Center ETHZ نسخة محفوظة 8 يوليو 2013 على موقع واي باك مشين.
- A Review in Nanorobotics - US Department of Energy
- Micro-Nano Systems

قالب:روبوتات متنقلة